# Manufacture de tapisserie Saint-Jean
La manufacture de tapisserie Hamot, puis Saint-Jean est une manufacture française à Aubusson, dans la Creuse. C'est un monument historique inscrit depuis le 5 octobre 2012.
La manufacture est fondée au début du XIXe siècle par Jean Sallandrouze de Lamornaix et Guillaume Rogier. Charles Sallandrouze de Lamornaix succède à son père à la direction en 1826, auquel succède à son tour son fils Octave Sallandrouze de Lamornaix en 1867.
En 1883, la manufacture est reprise par Georges et René Hamot, avec pour vocation la fabrication et le commerce de tapis, tapisseries et étoffes pour ameublement.
Racheté en 1984, l'établissement prend le nom de « manufacture Saint-Jean ».